# 28968 Gongmiaoxin
28968 Gongmiaoxin este un asteroid din centura principală de asteroizi.

## Descriere
28968 Gongmiaoxin este un asteroid din centura principală de asteroizi. A fost descoperit pe 29 aprilie 2001 la Socorro, New Mexico, în cadrul proiectului LINEAR. Asteroidul prezintă o orbită caracterizată de o semiaxă mare de 2,74 ua, o excentricitate de 0,13 și o înclinație de 2,2° în raport cu ecliptica.